# Белият олеандър
„Белият олеандър“ (на английски: White Oleander) е американска драма от 2002 година на режисьора Питър Космински, адаптация на едноименния роман на Джанет Фич. Във филма участват Алисън Ломан и Мишел Пфайфър.

## В България
В България филмът е излъчен през 2015 г. по bTV с български войсоувър дублаж на студио „Медиа Линк“. Озвучаващи артисти са Силвия Лулчева, Ани Василева, Ева Демирева, Виктор Танев, Светломир Радев.